# Команда молодости нашей
Композитор: Александра Пахмутова
Слова: Николай Добронравов
Со спортом мы расстанемся не скоро,

Но время не унять и не сдержать.

Придут честолюбивые дублёры,

Дай бог им лучше нашего сыграть!
Припев:
Тебе судьбу мою вершить.

Тебе одной меня судить,

Команда молодости нашей,

Команда, без которой мне не жить.
«Команда молодости нашей» — песня о спорте, написанная в 1979 году Александрой Пахмутовой на стихи Николая Добронравова.
Впервые была выпущена на грампластинке «Любовь моя — спорт» как звуковая дорожка к фильму «Баллада о спорте», в 1980 году.
Также её исполняли Лев Лещенко, Людмила Гурченко и другие.

## Исполнение
В преддверии 100-летия первого футбольного матча между Санкт-Петербургом и Москвой (празднование этого события было совмещено с матчем «Зенита» и ЦСКА, состоявшимся 29 сентября 2007 года) петербургские музыканты Александр Махнач и Сергей Паращук совместно с московскими — Сергеем Галаниным и Александром Скляром — записали клип на песню «Команда молодости нашей».
Также песня исполнялась непосредственно перед игрой на стадионе «Петровский»; на табло демонстрировались кадры исторической хроники игр «Зенита».